# Passiflora auriculata
Passiflora auriculata är en passionsblomsväxtart som beskrevs av Carl Sigismund Kunth. Passiflora auriculata ingår i släktet passionsblommor, och familjen passionsblomsväxter. Inga underarter finns listade i Catalogue of Life.

## Bildgalleri

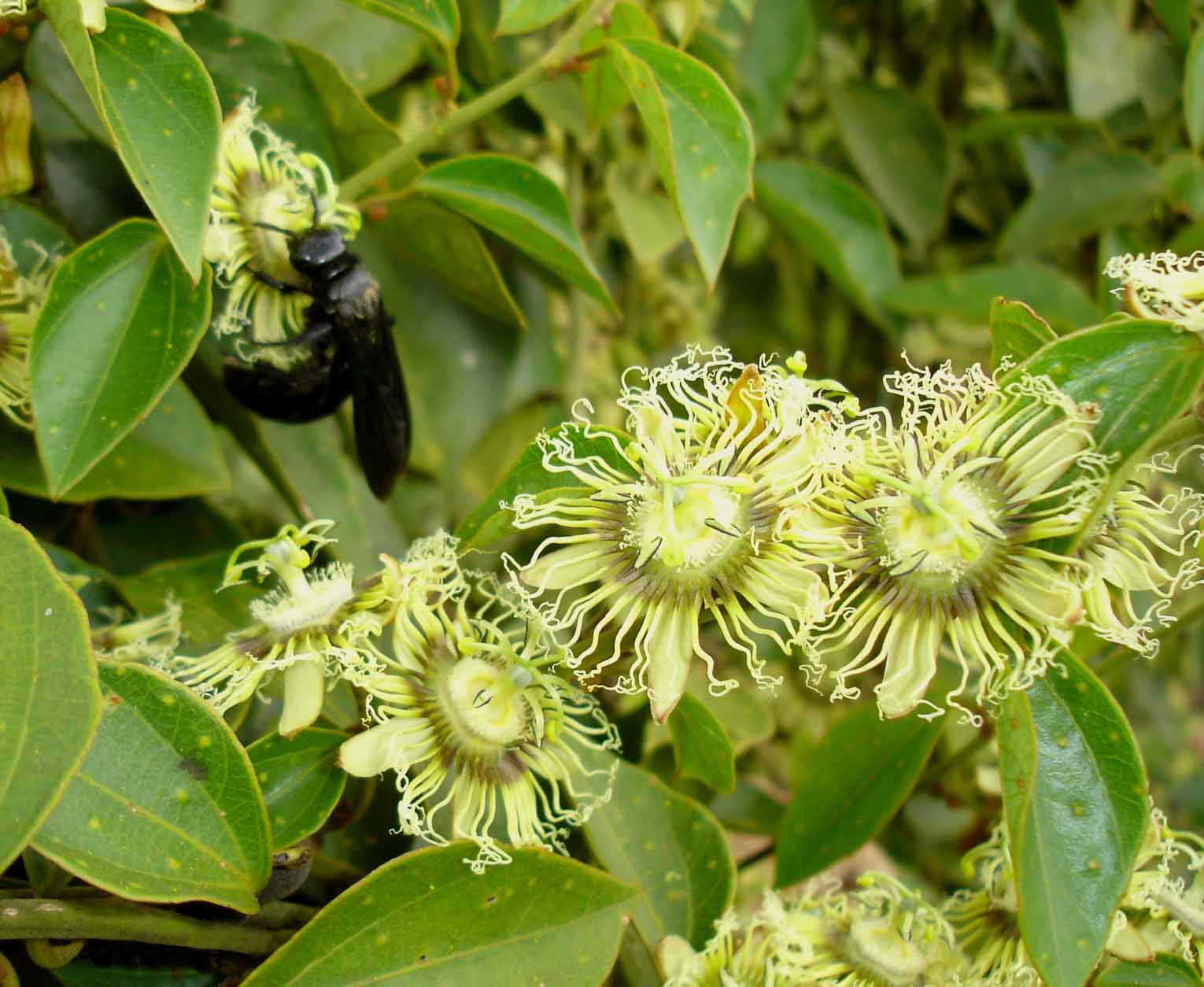